# Есервен
Есервен (нід. Eeserveen) — село в нідерландській провінції Дренте. Входить до муніципалітету Боргер-Одорн.
Його площа становить 7,19 км², а населення станом на 2021 рік складало 160 осіб.